# Калулума
Калулу́ма (англ. Kaluluma) — традиційна громада у складі дистрикту Касунгу Центрального регіону Малаві.
Населення — 38036 осіб (2018).